# Limbourg United
Pour les articles homonymes, voir Limburg.
Limbourg United, aussi connu en tant que Hubo Limburg United pour des raisons de parrainage, est un club belge de basket-ball basé dans la ville d'Hasselt, en Belgique.

## Histoire
Le Limbourg United a été fondée en 2014 pour retrouver un club limbourgeois, depuis que l'Euphony Bree a disparu du niveau professionnel belge en 2008. Le club a demandé et a obtenu une licence B pour le championnat 2014-2015. L'ancien assistant des Antwerp Giants, Brian Lynch a signé un contrat de 5 ans pour devenir l'entraîneur de l'équipe. L'objectif à long terme du club est de « devenir un club du subtop du championnat dans les 3 à 5 ans ».
Le 13 mars 2022 le club remporte la Coupe de Belgique pour la première fois de son histoire. Les hommes de Raymond Westphalen battent le BC Ostende 70 à 58 lors de la finale qui a lieu à Forest National.
Le 10 mars 2024 Limbourg United remporte la finale de la Coupe de Belgique contre le Spirou Charleroi sur le score de 70 à 58, deux ans après son dernier titre.

## Résultats sportifs

### Palmarès
Coupe de Belgique
- Vainqueur en 2022 et 2024.
- Finaliste en 2017.

Supercoupe de Belgique
- Finaliste en 2017.

### Saison par saison
| Saison    | Championnat | Championnat | Championnat | Championnat | Championnat | Championnat | Championnat | Championnat   | Coupe de Belgique | Supercoupe de Belgique | Coupe d'Europe | Coupe d'Europe      | Coupe d'Europe  |
| Saison    | Niveau      | Division    | Classement  | M           | V           | D           | %V          | Play-offs     | Coupe de Belgique | Supercoupe de Belgique | Niveau         | Coupe               | Tour            |
| --------- | ----------- | ----------- | ----------- | ----------- | ----------- | ----------- | ----------- | ------------- | ----------------- | ---------------------- | -------------- | ------------------- | --------------- |
| 2014-2015 | 1           | PBL         | 4e/11       | 30          | 16          | 14          | .533        | 1/4 de finale | 1/4 de finale     | -                      | -              | -                   | -               |
| 2015-2016 | 1           | PBL         | 4e/11       | 28          | 15          | 13          | .536        | 1/2 finales   | 1/4 de finale     | -                      | -              | -                   | -               |
| 2016-2017 | 1           | PBL         | 6e/10       | 36          | 18          | 18          | .500        | 1/4 de finale | Finaliste         | -                      | 4              | Coupe d'Europe FIBA | Phase régulière |
| 2017-2018 | 1           | PBL         | 6e/10       | 36          | 16          | 20          | .444        | 1/4 de finale | 1/2 finales       | Finaliste              | -              | -                   | -               |
| 2018-2019 | 1           | PBL         | 6e/10       | 36          | 16          | 20          | .444        | 1/2 finales   | 1/4 de finale     | -                      | -              | -                   | -               |
| 2019-2020 | 1           | PBL         | 4e/10       | 17          | 10          | 7           | .588        | -             | 1/2 finales       | -                      | -              | -                   |                 |
| 2020-2021 | 1           | PBL         | 5e/10       | 26          | 14          | 12          | .538        | 1/2 finales   | 1/4 de finale     | -                      | -              | -                   | -               |
| 2021-2022 | 1           | BNXT League | 13e/21      | 28          | 16          | 12          | .571        | -             | Vainqueur         | -                      | -              | -                   | -               |
| 2022-2023 | 1           | BNXT League | 9e/20       | 28          | 14          | 14          | .500        | 1/2 finales   | 1/4 de finale     | -                      | -              | -                   | -               |
| 2023-2024 | 1           | BNXT League | 5e/20       | 30          | 20          | 10          | .667        | 1/2 finales   | Vainqueur         | -                      | -              | -                   | -               |

## Joueurs et personnalités du club

### Entraîneur
- 2014-2017 :  Brian Lynch
- 2017-0000 :  Ronnie McCollum
- 2017-2018 :  Pascal Angillis
- 2018-2019 :  Greg Gibson
- 2019-2020 :  Brian Lynch
- 2020-2021 :  Sacha Massot
- 2021-0000 :  Raymond Westphalen